# 1977 год в литературе

## События
- В Париже выходит литературный альманах «Аполлон-77».

## Премии

### Международные
- Нобелевская премия по литературе — Висенте Алейксандре, «За выдающееся поэтическое творчество, которое отражает положение человека в космосе и современном обществе и в то же время представляет собой величественное свидетельство возрождения традиций испанской поэзии в период между мировыми войнами».
- Всемирную премию фэнтези за лучший роман — Уильям Котцвинкл за роман «Doctor Rat».

### Великобритания
- Букеровская премия — Пол Скотт, «Остаться до конца».

### СССР
- Ленинская премия в области литературы — не присуждалась
- Государственная премия СССР в области литературы:
  - Юрий Бондарев за роман «Берег»;
  - Мумин Каноат за поэмы «Голоса Сталинграда» и «Материнский лик»;
  - Михаил Матусовский за стихи последних лет;
  - Валентин Распутин за повесть «Живи и помни»;
- Премия имени М. Горького:
  - Владимир Жуков за книгу стихов «Иволга»;
  - Танзиля Зумакулова за книгу стихов «Сокровенность»;
  - Юрий Прокушев за книгу «Сергей Есенин. Образ, стихи, эпоха»;
  - Владимир Чивилихин за книгу «По городам и весям».

### США
- Пулитцеровская премия за художественную книгу — не вручалась.
- Пулитцеровская премия за лучшую драму —  Майкл Кристофер,«Застеклённая витрина» (англ. The Shadow Box).
- Пулитцеровская премия за поэзию — Джеймс Меррилл, «Божественные комедии» (англ. Divine Comedies).

### Франция
- Гонкуровская премия — Дидье Декуа, «Джон-Ад».
- Премия Ренодо — Альфонс Будар, Les Combattants du petit bonheur.
- Премия Фемина — Режи Дебре, «Горящий снег» (фр. La neige brûle).
- Премия Фенеона — Рено Камю (псевд. Дени Дюпарк), Échange.
- Премия Медичи — Мишель Бютель, L’Autre Amour.
  - Премия Медичи за лучшее зарубежное произведение —  Эктор Бьянчотти, «Трактат о временах года».

## Книги
- «Лошадь, которая потеряла очки» (фин. Hevonen joka hukkasi silmälasinsa) — книга Ханну Мякеля.

### Романы
- «Бессонница» — роман Александра Крона.
- «История Оливера» (англ. Oliver's Story) — роман Эрика Сигала.
- «Команданте Венево» (исп. El Comandante Veneno) — роман Мануэля Леонеля Перейры-Кинтеро.
- «Лавалитовый мир» (англ. The Lavalite World) — роман Филипа Хосе Фармера.
- «Помутнение» (англ. A Scanner Darkly) — роман Филипа Дика.
- «Проклятое наследство (Упрямый кляссер)» (пол. Upiorny legat ) — роман Иоанны Хмелевской.
- «Поющие в терновнике» (англ. The Thorn Birds — роман Колин Маккалоу.
- «Сияние» (англ. The Shining) — роман Стивена Кинга.
- «Слишком шумное одиночество» (чеш. Příliš hlučná samota) — роман Богумила Грабала.
- «Умирающий свет» (англ. Dying of the Light) — роман Джорджа Мартина.
- «Эксперимент Досади» (англ. The Dosadi Experiment) — роман Фрэнка Герберта.

### Повести
- «Мост в Терабитию» (англ. Bridge to Terabithia) — повесть Кэтрин Патерсон.
- «Пегий пёс, бегущий краем моря» — повесть Чингиза Айтматова.

- «Сто лет тому вперёд» — повесть Кира Булычёва.
- «Иллюзии» — повесть Ричарда Баха

### Малая проза
- «Осколки голографической розы» (англ. Fragments of a Hologram Rose) — рассказ Уильяма Гибсона.

### Пьесы
- «Ожидание» — пьеса Алексея Арбузова.

### Поэзия
- «Mammy, blue» — сборник стихов Эльдрид Лунден.
- «Вечное мясо» — поэма Андрея Вознесенского.
- «Пустынная веранда» (норв. Den ensomme veranda) — сборник стихов Ролфа Якобсена.

### Литературоведение
- «Тридцатые — семидесятые: Литературно-критические статьи» — книга Льва Аннинского.

### Научно-популярная литература
- «Лёд и пламень» — научно-популярная книга Ивана Папанина.

## Умерли
- 1 февраля — Эдмонд Гамильтон, американский писатель-фантаст, один из создателей литературной «космической оперы» (родился в 1904).
- 20 февраля — Дагмар Руин, финская шведско-язычная писательница (род. в 1894).
- 12 мая — Роберт Мур Уильямс, американский писатель-фантаст (род. в 1907).
- 2 июля — Владимир Владимирович Набоков, русский и американский писатель, энтомолог (родился в 1899).
- 3 июля — Александр Волков, советский писатель, автор цикла книг «Волшебник Изумрудного города» (родился в 1891).
- 15 июля — Константин Федин, советский прозаик (родился в 1892).
- 18 августа — Тибор Дери (Déry Tibor), венгерский писатель (родился в 1894).
- Майкл Дей-Ананг, ганский поэт, драматург и писатель (родился в 1909).